# Al Corley
Alford "Al" Corley, född 22 maj 1956 i Wichita, Kansas, är en amerikansk skådespelare och sångare som är mest känd som Steven Carrington i såpoperan Dynastin (Dynasty) där han medverkade under 1980-talet. Corley spelade även in skivor och hade en stor hit i Europa 1984 med italodiscosingeln Square Rooms.
På 1970-talet var Al Corly dörrvakt på Studio 54.
Han är gift sedan 1989 med skådespelerskan Jessika Cardinahl. De bor i Pacific Palisades och har tre barn: Sophie Elena, Ruby Cardinahl och Clyde Nikolai Corley.

## Filmografi
- 2003 – Scorched
- 1991 – Dynasty: The Reunion – Steven Carrington (miniserie)
- 1989 – Hard Days, Hard Nights
- 1981 – Dynastin (TV-serie) – Steven Carrington (1981-82)

## Diskografi

### Album
- 1984 – Square Rooms
- 1986 – Riot Of Color
- 1988 – The Big Picture

### Singlar
- 1984 – Square Rooms
- 1984 – Over Me
- 1985 – Cold Dresses
- 1986 – Face To Face
- 1988 – Land Of The Giants
- 1989 – Where Are The Children?